# Djamboe aer mawar
De djamboe aer mawar (Syzygium jambos, basioniem: Eugenia jambos) of rozenappel is een plant uit de mirtefamilie (Myrtaceae).
Het is een groenblijvende, dichtbebladerde struik of tot 12 m hoge boom met een brede, dichte kroon. De vegetatieve delen van de plant zijn giftig. De tegenoverstaande, hangende bladeren zijn leerachtig. Aan de bovenkant zijn de bladeren donkergroen en glanzend en aan de onderkant zijn ze lichtgroen en dof. Jonge bladeren zijn roodachtig. De tot 25 × 7 cm grote bladeren zijn smal-ovaalvormig en puntig.
De geurige, witte of gelige, tot 10 cm brede bloemen staan met drie tot acht stuks bijeen in eindstandige bloeiwijzen. De bloemen hebben tweehonderd tot vierhonderd opvallende, tot 4 cm lange meeldraden en bestaan uit een vierslippige kelk en vier concave kroonbladeren.
De vrucht is een tot 5 cm lange, afgeronde of eivormige bes. De vrucht wordt rijp groen tot lichtgeel of rood, afhankelijk van het ras. De kelkbladen vormen aan het uiteinde van de vrucht een blijvende kroon. De dunne, gladde en glanzende schil omsluit tot 5 mm dik, gelig-wit vruchtvlees. Het smaakt mild zoetzuur en ruikt naar rozen. In de vrucht bevinden zich één of twee (zelden vier) bruine, ruwe, tot 2 cm grote zaden. De zaden zijn giftig.
De vruchten worden als handfruit gebruikt of verwerkt in compote, jam en gelei. Uit gedestilleerd sap van de vruchten kan een hoogwaardig rozenwater worden vervaardigd.
De djamboe aer mawar komt van nature voor in Maleisië en Indonesië. De soort wordt wereldwijd in de tropen geteeld, onder meer in India, Sri Lanka, Indochina, de eilanden in de Grote Oceaan (onder meer Hawaï), Jamaica, Bermuda, de Bahama's, de Antillen en van het zuiden van Mexico tot in Peru.

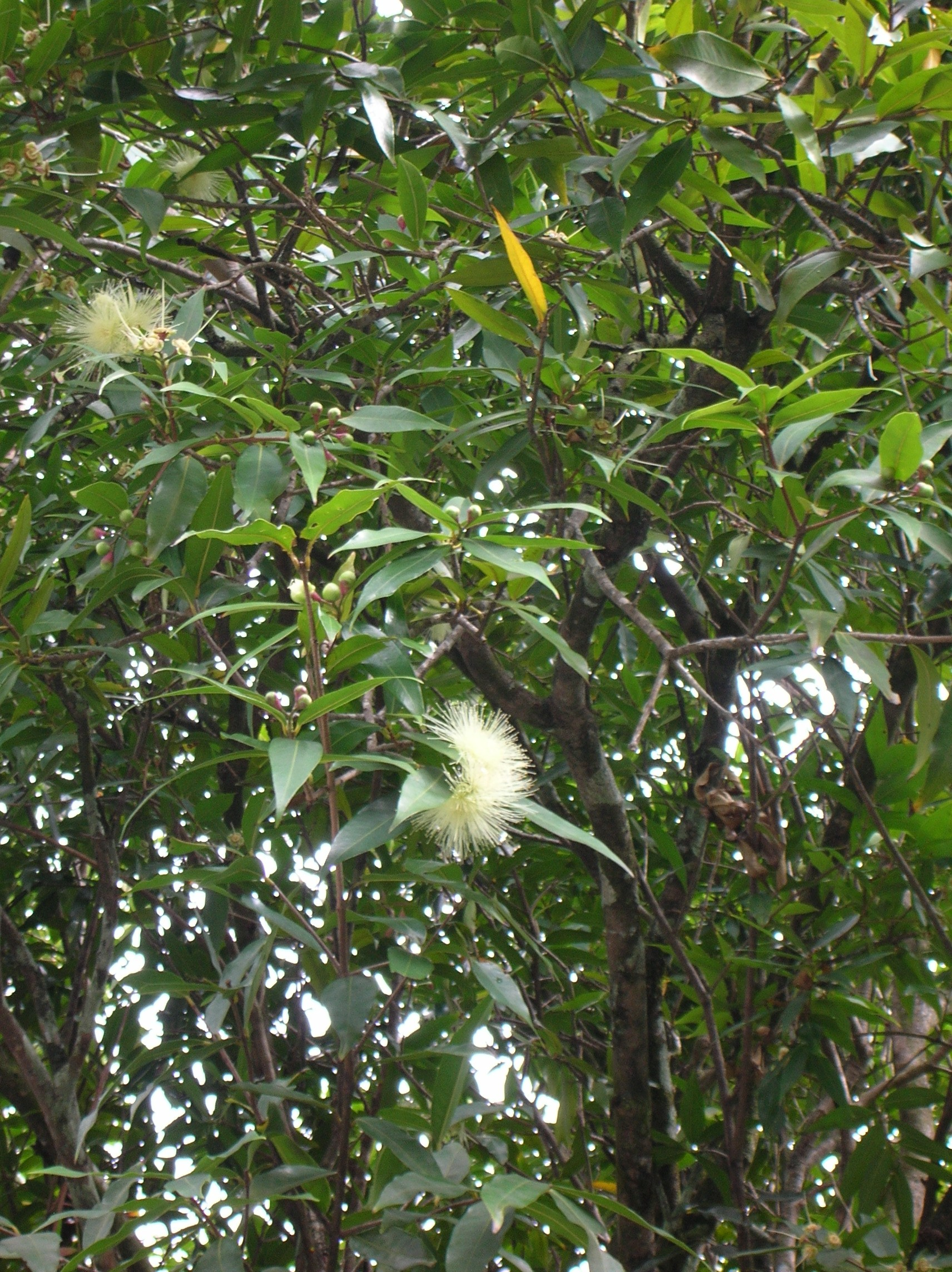
Loof
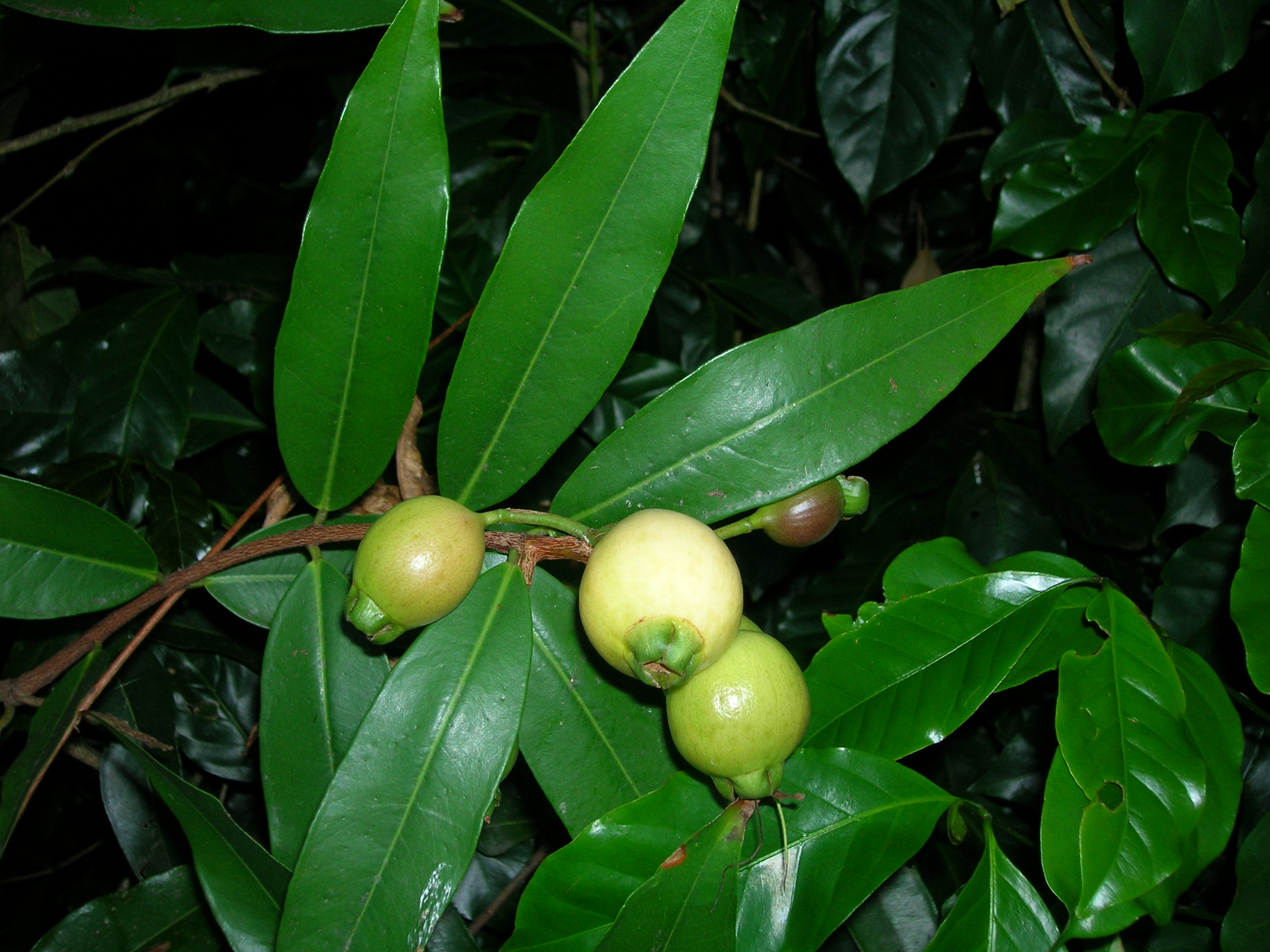
Tak met vruchten
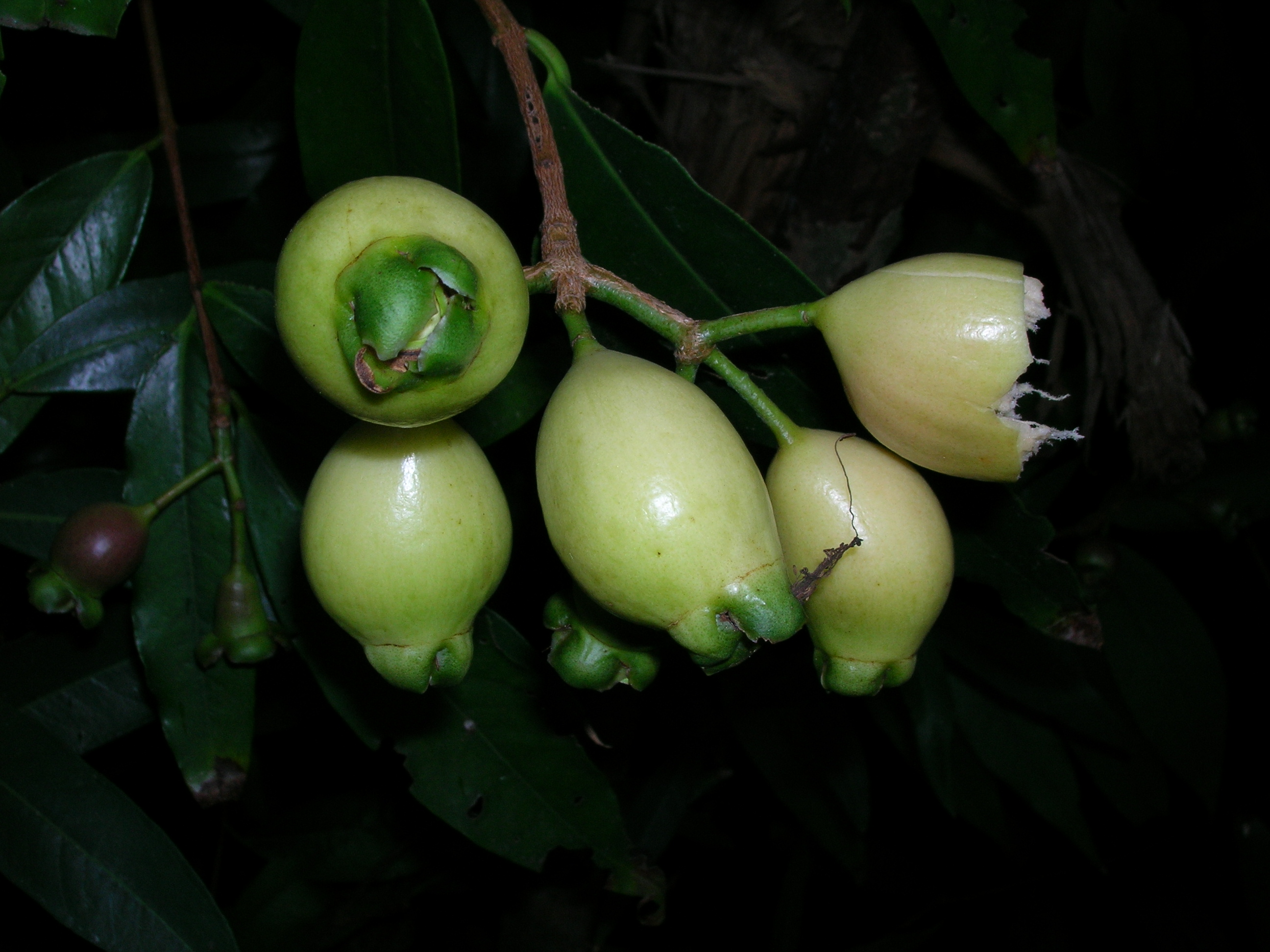
Tros vruchten
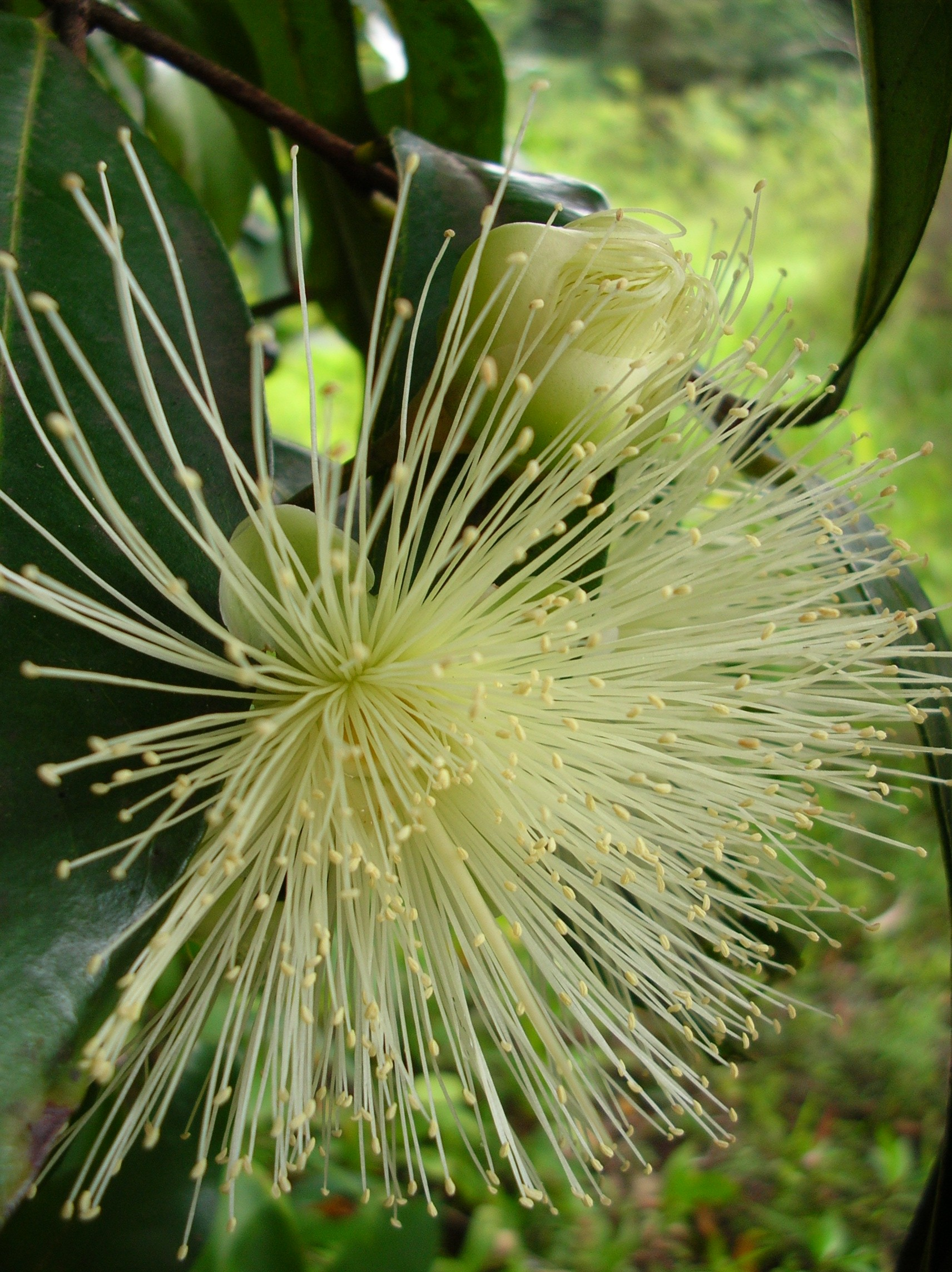
Bloem met opvallende meeldraden